# AFC Tubize
AFC Tubize – belgijski klub piłkarski z siedzibą w miejscowości Tubize.

## Historia
Klub A.F.C. Tubize został założony w 1989 roku w wyniku fuzji dwóch innych zespołów – FC Tubize i Réunis Amis de Tubize. Jego początku sięgają jednak 25 grudnia 1925 roku, kiedy to utworzono klub o nazwie Cercle Sportif Tubizien. Od tego czasu drużyna wielokrotnie zmieniała nazwę oraz wchodziła w fuzję z innymi zespołami. W sezonie 2002/2003 klub A.F.C. Tubize zwyciężył w rozgrywkach trzeciej ligi i awansował do Tweede klasse. Tam występował przez pięć lat, jednak dopiero podczas sezonu 2007/2008 udało mu się awansować do Eerste Klasse dzięki zajęciu w ligowej tabeli drugiego miejsca. W sezonie 2008/2009 uplasował się jednak na przedostatniej lokacie i spadł do drugiej ligi.

## Reprezentanci krajów grający w klubie
- Ibrahim Tankary
- Fabrice Mvemba
- Daouda Sow
- Samba Diawara
- Salaheddine Sbai
- Grégory Dufer
- Quinton Fortune
- Jusuf Dajić